# Aéroport international Sultan-Iskandar-Muda
L'aéroport international Sultan Iskandar Muda (Bandar Udara Internasional Sultan Iskandar Muda), aussi appelé Aéroport International de Banda Aceh (Bandara Internasional Banda Aceh) (code IATA : BTJ • code OACI : WITT) est un aéroport desservant la ville de Banda Aceh. Il est nommé d'après le vingtième Sultan d'Aceh, Iskandar Muda. L'aéroport était auparavant appelé Aéroport Blangbintang. C'est le 23e aéroport le plus fréquenté en Indonésie.
Après avoir été touché par le tsunami le 26 décembre 2004, l'aéroport a été rénové et une piste de 3 000 mètres a été construite. Le 9 octobre 2011, le premier Boeing 747-400 atterrit à l'aéroport.

## Histoire

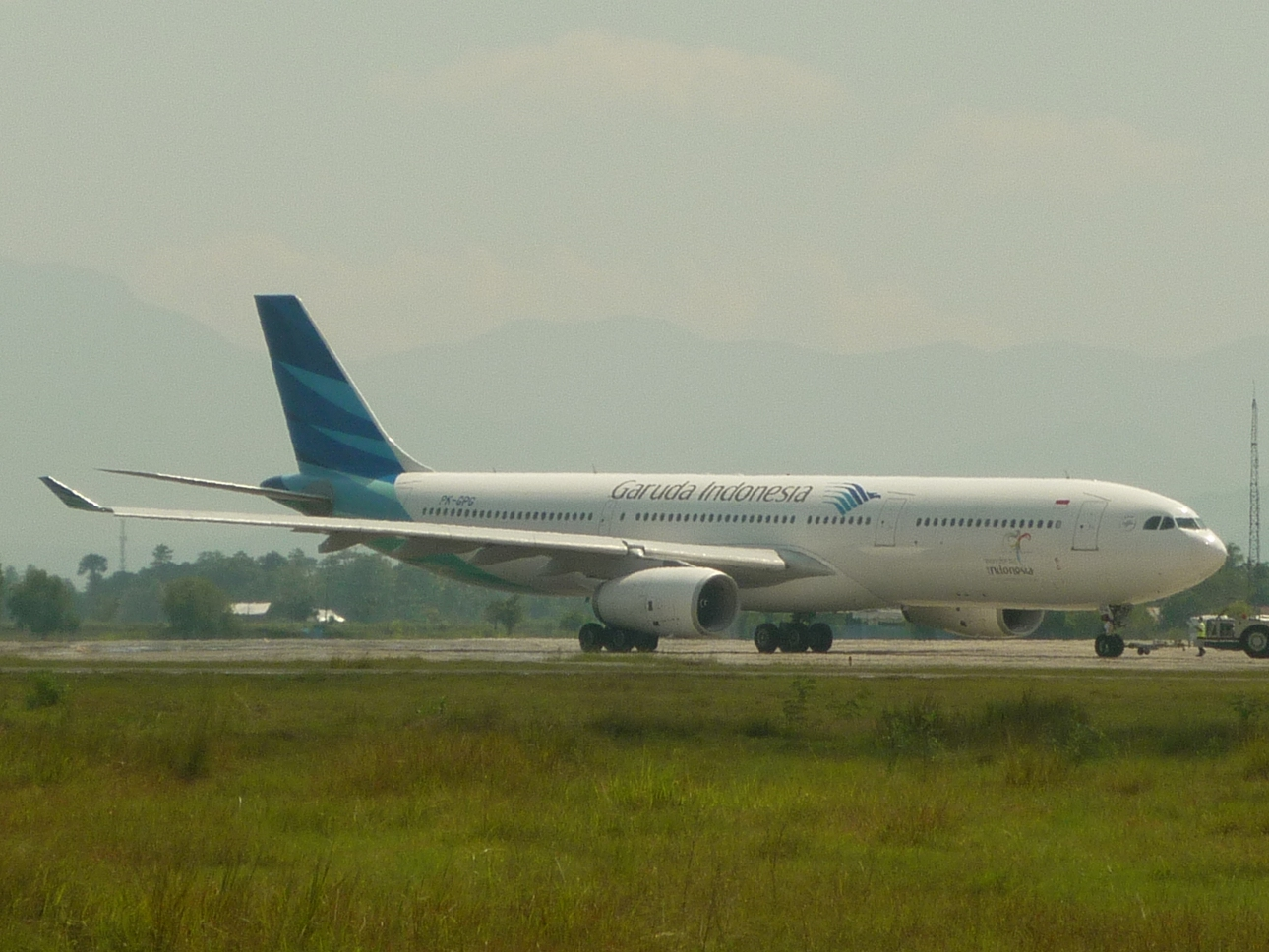
Garuda Indonesia Airbus A330–300 à destination de Djeddah

L'aéroport Sultan Iskandar Muda a été construit par les Japonais en 1943, et disposait alors d'une piste de 1 400 mètres de long et de 30 de large.
En 1953 l'aéroport est rouvert par le Gouvernement Indonésien, et en 1968 la piste est rallongée et passe à 1 850 mètres, permettant d'accueillir de plus grands appareils tels que des Fokker F28.
En 1993 et 1994, la piste est de nouveau rallongée à 2 250 mètres, et l'aéroport est équipé d'un nouveau radar.
Le 9 avril 1994, l'aéroport Blang Bintang passe sous la gestion de PT (Persero) Angkasa Pura II, et prend son nom actuel en 1995.
En 1999, sa piste passe à 2 500 mètres permettant l'accueil d'Airbus A330, permettant ainsi l'organisation du pèlerinage de La Mecque. Enfin, en 2009, la piste passe à 3 000 mètres et un nouveau terminal est construit, inauguré le 20 août 2009 par le président Susilo Bambang Yudhoyono.

## Situation
| Banda Aceh Denpasar Pangkal · Pinang Tanjung · Pandan Djakarta-Soekarno-Hatta Bengkulu Solo Semarang Pangkalan · Bun Palangkaraya Sampit Palu Djakarta-Halim Perdanakusuma Samarinda Malang Surabaya Balikpapan Ende Kupang Komodo Gorontalo Jambi Bandar Lampung Ambon Tarakan Ternate Manado Gunung · Sitoli Medan Wamena Biak Merauke Timika Jayapura Pekanbaru Batam Tanjung · Pinang Bau-Bau Banjarmasin Makassar Palembang Bandung Pontianak Ketapang Bima Lombok Manokwari Sorong Padang Yogyakarta |

## Compagnies aériennes et destinations

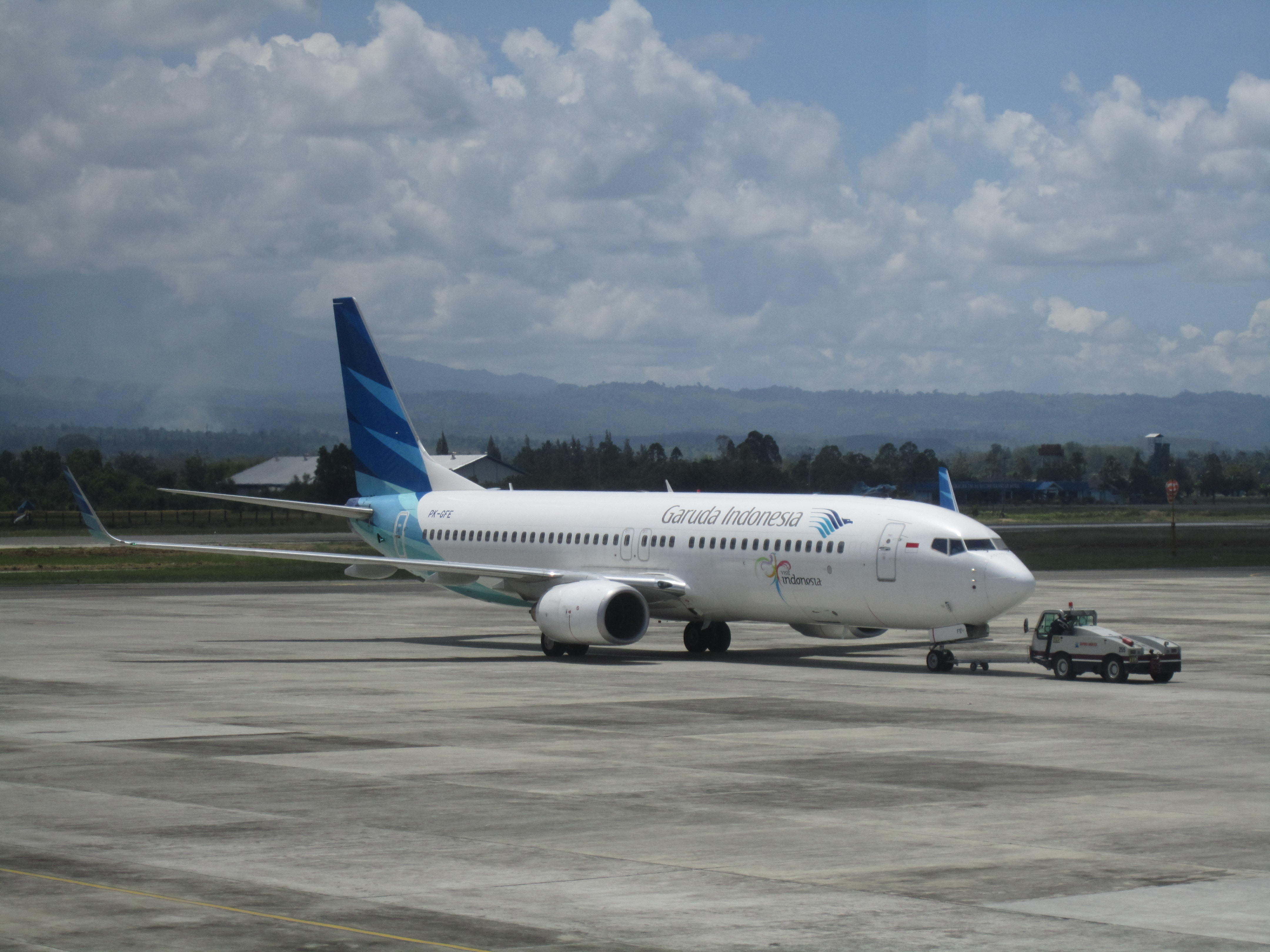
Garuda Indonesia.

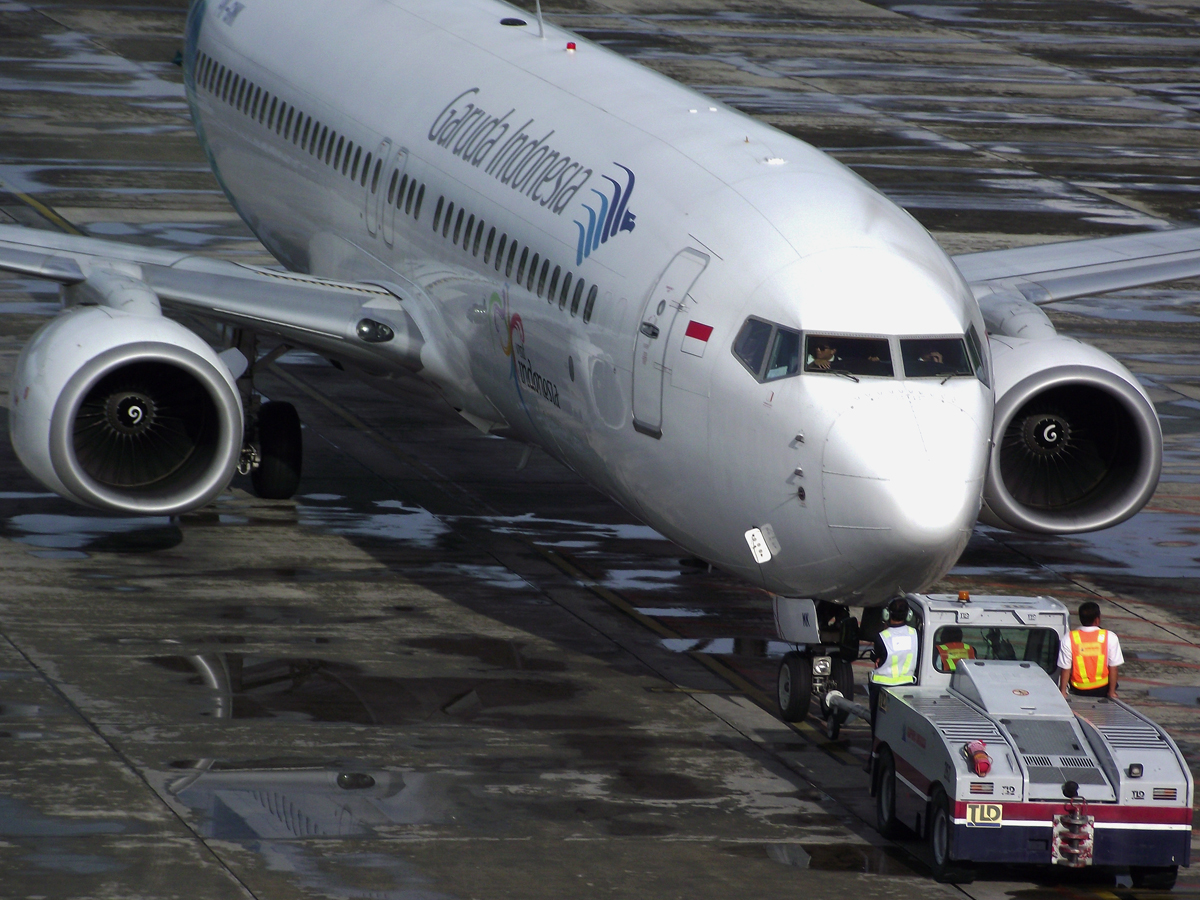
Garuda Indonesia Boeing 738 PK-GMK de Garuda.

| Compagnies       | Destinations                                                                          |
| ---------------- | ------------------------------------------------------------------------------------- |
| AirAsia          | Kuala Lumpur                                                                          |
| Batik Air        | Jakarta-Halim-Perdanakusuma, Djakarta-S.-Hatta                                        |
| Citilink         | Medan-Kualanamu                                                                       |
| Firefly          | Penang                                                                                |
| Garuda Indonesia | Djakarta-S.-Hatta En saison : Djeddah - Roi-Abdelaziz, Médine-Prince M. Bin Abdulaziz |
| Lion Air         | Batam-Hang Nadim, Djeddah - Roi-Abdelaziz,, Medan-Kualanamu                           |
| Malindo Air      | Penang                                                                                |
| Susi Air         | Blangkejeren, Blangpidie, Kutacane, Meulaboh, Lasikin (en)                            |

Édité le 14/04/2018